# Fail
Fail is een plaats (freguesia) in de Portugese gemeente Viseu en telt 778 inwoners (2001).